# Thecla anastomosis
Thecla anastomosis är en fjärilsart som beskrevs av Max Wilhelm Karl Draudt 1921. Thecla anastomosis ingår i släktet Thecla och familjen juvelvingar. Inga underarter finns listade i Catalogue of Life.